# Macchina utensile
Una macchina utensile è una macchina operatrice atta a trasformare forma e dimensione di oggetti di qualsiasi materiale mediante l'utilizzo di appositi utensili.
Il termine "macchina utensile" è solitamente usato per definire macchine che utilizzano una fonte di moto e quindi di energia diversa dal movimento umano, sebbene a volte necessitino della forza di un operatore per il loro funzionamento.

## Storia

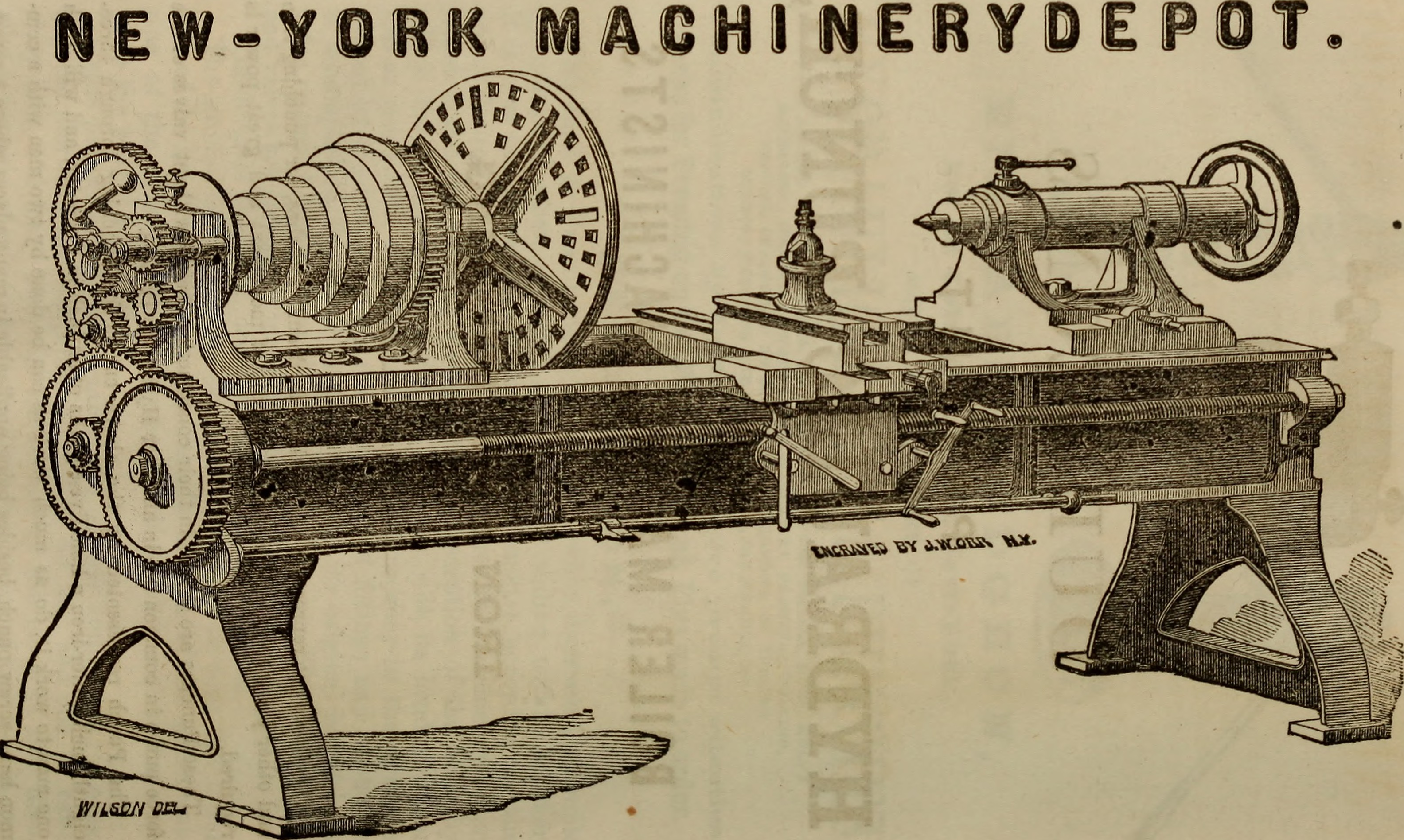
Antica illustrazione di un tornio idraulico (John Ashcroft, 1863).

Molti storici della tecnologia sostengono che le prime vere e proprie macchine utensili furono sviluppate non appena tale tecnologia divenne accessibile, in modo che i processi di produzione dei pezzi meccanici (in particolare per le operazioni di stampaggio e affilatura) non coinvolgessero più in modo diretto l'azione umana. Si considera ad esempio che l'invenzione del tornio sia ad attribuire a Jacques de Vaucanson (all'incirca risalente al 1751) perché fu il primo a montare l'utensile di taglio su un supporto regolabile meccanicamente.

## Moti
Per una macchina utensile possono essere identificati tre moti, realizzati attraverso l'azione di uno o più motori elettrici:
- moto di taglio: il moto relativo, di traslazione o di rotazione,[2] tra l'utensile e il pezzo, attraverso il quale viene lavorato il pezzo;
- moto di alimentazione o di avanzamento: moto che permette alla macchina di lavorare di volta in volta parti diverse del pezzo, è solitamente trasmesso tramite cinghia trapezoidale o rotismi dal motore elettrico agli alberi della macchina utensile alimentando il cambio e la testa motrice;
- moto di appostamento o di registrazione: viene così definito il moto che determina la profondità di passata ovvero la quantità di sovrametallo asportata durante un passaggio dell'utensile sul pezzo.

La composizione del moto di taglio e del moto di alimentazione è detta "moto di lavoro". Ad esempio in una trapanatrice si ha moto di lavoro elicoidale, dato dalla composizione di un moto di taglio rotatorio e di un moto di alimentazione traslatorio. Il particolare moto di lavoro di una macchina utensile ne influenza la forma del truciolo asportato.

## Classificazione
Le macchine possono sfruttare diversi metodi di lavorazione a seconda della particolare macchina utensile, ovvero:
- deformare in maniera permanente la forma del pezzo lavorato (che mantiene così la sua massa originaria); sono macchine utensili di questo tipo ad esempio le presse, i magli, le trafilatrici e i laminatoi;[1]
- separare il pezzo in più parti; sono macchine utensili di questo tipo ad esempio le cesoie e le punzonatrici;[1]
- asportare selettivamente parte del materiale di cui è costituito il pezzo da lavorare; si parla in tal caso di "macchina a asportazione di truciolo"; sono macchine utensili di questo tipo ad esempio i torni, i trapani, le alesatrici, le fresatrici, le segatrici, le rettificatrici, le piallatrici, le limatrici e le dentatrici;[1]
- unire tra loro più parti; sono macchine utensili di questo tipo ad esempio le saldatrici.[1]

Spesso il termine "macchina utensile" è usato per definire un particolare tipo di macchine utensili, ovvero quelle che lavorano per asportazione di materia.
A seconda della parte che si muove durante la lavorazione (pezzo o utensile), le macchine utensili si possono distinguere in:
- macchine utensili a pezzo mobile, in cui il pezzo da lavorare è in movimento più o meno uniforme e l'utensile compie solo moto di traslazione longitudinale o trasversale (tornio, piallatrice);
- macchine utensili a utensile mobile, in cui il pezzo è fermo o compie un moto limitato, e l'utensile trasla o ruota nella lavorazione (fresatrice, trapano, limatrice, stozzatrice).

Le macchine utensili possono essere inoltre classificate in base al tipo di moto di taglio:
- macchine utensili a moto circolare uniforme (trapano, fresatrice, tornio);
- macchine utensili a moto rettilineo alternato (rettifica per piani, piallatrice, limatrice, stozzatrice);
- macchine utensili a moto speciale (mola, brocciatrice);
- macchine utensili a moto circolare variabile (ultimi modelli macchine utensili).

Un'altra classificazione riguarda la produzione che si può ottenere coi vari tipi di macchine:
- macchina universale: a comando manuale o a comando numerico è usata per le lavorazioni più varie;
- macchina per grandi produzioni: macchina che permette di produrre grandi quantità di pezzi a basso costo, utilizzando diversi utensili contemporaneamente;
- macchina speciale: macchina costruita apposta per eseguire una determinata lavorazione;
- macchina combinata: la macchina combinata è un insieme di più macchine speciali che lavorano un pezzo bloccato su una piattaforma;
- macchina transfer: è composta da varie stazioni, e il pezzo passa da una all'altra a seconda della lavorazione da eseguire.

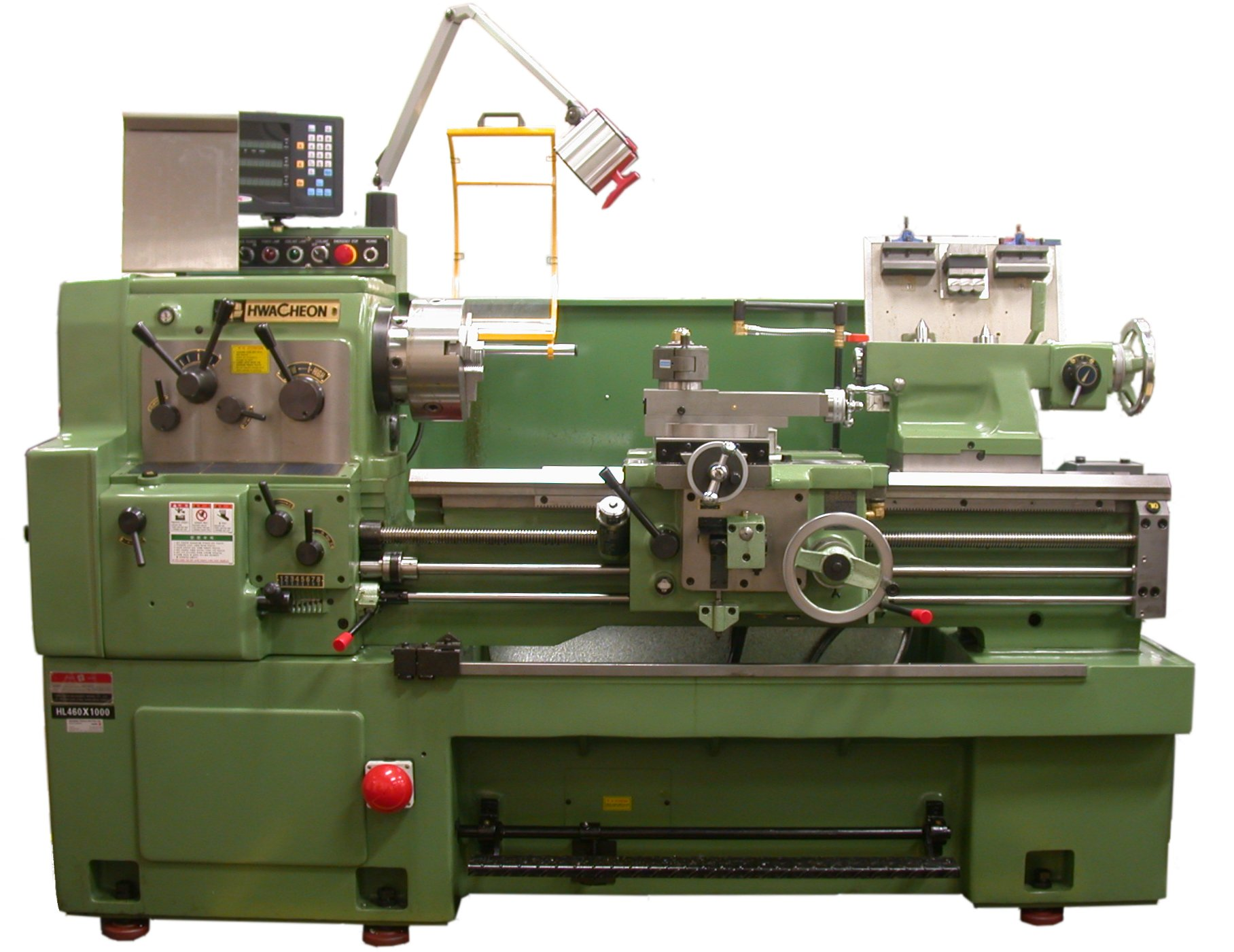
Esempio di macchina utensile: tornio parallelo

## Componenti
I principali componenti di una macchina utensile sono:
- l'incastellatura[1]
- gli organi che sostengono l'utensile[1]
- gli eventuali organi che sostengono il pezzo lavorato[1]
- gli organi che impartiscono il moto all'utensile o al pezzo.[1]

I componenti sono inoltre differenti a seconda del moto di taglio. I principali componenti di una macchina utensile con moto di taglio rotatorio sono:
- incastellatura, banco, bancale o basamento
- testa motrice
- mandrino
- meccanismi degli avanzamenti
- utensile

I principali componenti di una macchina utensile con moto di taglio rettilineo sono invece:
- incastellatura, banco, bancale o basamento
- piano per l'appoggio del pezzo in lavorazione
- cassa dei meccanismi di trasformazione del moto
- meccanismi dell'avanzamento
- utensile

### Bancale
Il bancale è la struttura portante della macchina utensile e necessita di un peso elevato per conferire stabilità e rigidità alla stessa, nonché di buona resistenza a vari tipi di sollecitazione (soprattutto flessione) e capacità di assorbimento delle vibrazioni che si generano durante la lavorazione del pezzo. Per questi motivi il materiale spesso utilizzato è la ghisa, tuttavia nelle macchine più moderne è diffusa anche la struttura in acciaio saldato.

### Motori elettrici
I motori elettrici trasformano l'energia elettrica in energia meccanica, e possono essere a corrente continua o alternata. I motori elettrici, che possono essere in numero variabile (generalmente uno o due), forniscono l'energia per tutti i moti della macchina ed hanno potenza diversa, a seconda del moto che devono alimentare. Il motore con il carico più gravoso è quello che alimenta il moto di lavoro, la potenza complessiva si aggira nell'ordine di grandezza dei kW.

### Testa motrice e cambio
Contengono i comandi meccanici e gli organi di trasmissione atti a trasformare il moto dei motori elettrici, aumentandone o diminuendone il numero di giri e di conseguenza la coppia torcente.

La testa motrice consente il bilanciamento e la rotazione del mandrino, mentre le apposite leve variano il numero di giri che sono espressi in (giri/min).

### Alberi
Gli alberi sono gli elementi che convogliano il moto, girando ad un determinato numero di giri, su di essi possono essere calettati degli organi di trasmissione. In genere gli alberi si distinguono in albero motore (mosso direttamente dal rotore del motore elettrico) e alberi condotti (collegati all'albero motore o ad altri alberi condotti tramite organi di trasmissione). L'ultimo albero motore, che fornisce il moto di lavoro, viene definito "mandrino" e su di esso vengono innestati gli organi di serraggio del pezzo o dell'utensile.

### Fissaggio dell'utensile
Nella fresa e nel trapano l'utensile viene montato sul mandrino.
Nel tornio, invece, gli organi per il fissaggio sono generalmente di due tipi: torretta e contropunta.
La torretta è un dispositivo montato sul carro per permettere il rapido cambio di appositi portautensili, i quali (opportunamente regolati) posizionano gli utensili nella posizione ideale, ottimizzando la produzione industriale.
Nei torni a controllo numerico (Computerized Numeric Control) gli utensili vengono cambiati automaticamente da un apposito meccanismo.
I mandrini più diffusi sono quelli di tipo autocentrante, con tre morse radiali poste a 120° di inclinazione tra loro, che scorrono tramite un sistema a cremagliera fino a prendere in morsa il pezzo.
Questo sistema consente il montaggio e lo smontaggio del pezzo con estrema velocità, anche in modo completamente automatico. 
Nel mandrino "plateau" a 4 morsetti per pezzi non cilindrici ma squadrati, è necessario l'uso durante il montaggio di un comparatore centesimale per riscontrare l'efficacia del centraggio pezzo.
La contropunta serve a effettuare la centratura sulla faccia del pezzo opposta al mandrino, per il montaggio in asse.
Per pezzi lunghi montati a sbalzo serve anche a ridurre le vibrazioni durante l'asportazione del truciolo, permette con il montaggio di mandrino autocentrante l'esecuzione della centratura dei pezzi, la foratura, l'alesatura, la maschiatura, e l'esecuzione di piccole conicità. È in posizione fissa, e per il suo spostamento è necessario agire sugli appositi grani a brugola mentre il montaggio del pezzo va fatto tra le punte con l'uso della brida e del disco menabrida. È registrabile con utilizzo di un comparatore centesimale montato su supporto magnetico piazzato sulle guide di scorrimento carro o sul carro stesso.

## Applicazioni
Le macchine utensili hanno il loro campo di applicazione primario nell'industria manifatturiera e meccanica, soprattutto nella lavorazione dei metalli e del legno, ma anche di altri tipi di materiali.

## Velocità di taglio
In caso di moto circolare, la velocità di taglio, il diametro in lavorazione e il numero di giri al minuto e sono legati tra loro dalle seguenti formule:
{\displaystyle N_{g}={\frac {1000\cdot V_{t}}{\pi \cdot D}}\ giri/min}
{\displaystyle V_{p}={\frac {\pi \cdot D\cdot N_{g}}{1000}}\ m/min}
Dove Vp è velocità periferica (o velocità di taglio) in metri al minuto e D è il diametro in lavorazione (diametro in millimetri, ad esempio della punta sul trapano o del pezzo da tornire).
I valori di Vp sono ricavabili dalle schede utensile e dai manuali tecnici in base al materiale da lavorare ed al tipo di utensile, dal suo materiale e dalle sue dimensioni. Ad esempio, punte in acciaio superrapido hanno valori intorno ai 20~30 m/min, utensili in Carburo metallico sono sugli 80~100 m/min.
In genere la velocità di taglio adoperabile dipende da:
- materiale dell'utensile;[2]
- materiale del pezzo da lavorare;[2]
- grado di usura dell'utensile;
- profondità di passata, ovvero sezione del truciolo;[2]
- finitura superficiale che si vuole ottenere;
- lubrificazione e refrigerazione del contatto utensile-pezzo.[2]

Se è presente il dispositivo del ritardo, opportune leve permettono la selezione delle velocità principali "V" di volata e "R" di ritardo espresse in millimetri per giro e l'inversione dell'avanzamento del carro porta utensile A. Il cambio consente la variazione degli avanzamenti di A e con maschi da filettatura (filiere) consente variare il passo nell'esecuzione di filettature M (Metriche) o W (Whitworth).

## Sicurezza
Le macchine utensili presentano rischi importanti per la salute e la sicurezza delle persone, e spesso sono oggetto di incidenti sul lavoro. A tale proposito, la sicurezza delle macchine utensili è oggetto di norme tecniche internazionali (spesso recepite a livello nazionale e transnazionale), specifiche per macchine utensili o applicabili a tutte le macchine, tra cui ad esempio la norma ISO 12100-1 Sicurezza del macchinario - Concetti fondamentali, principi generali di progettazione.

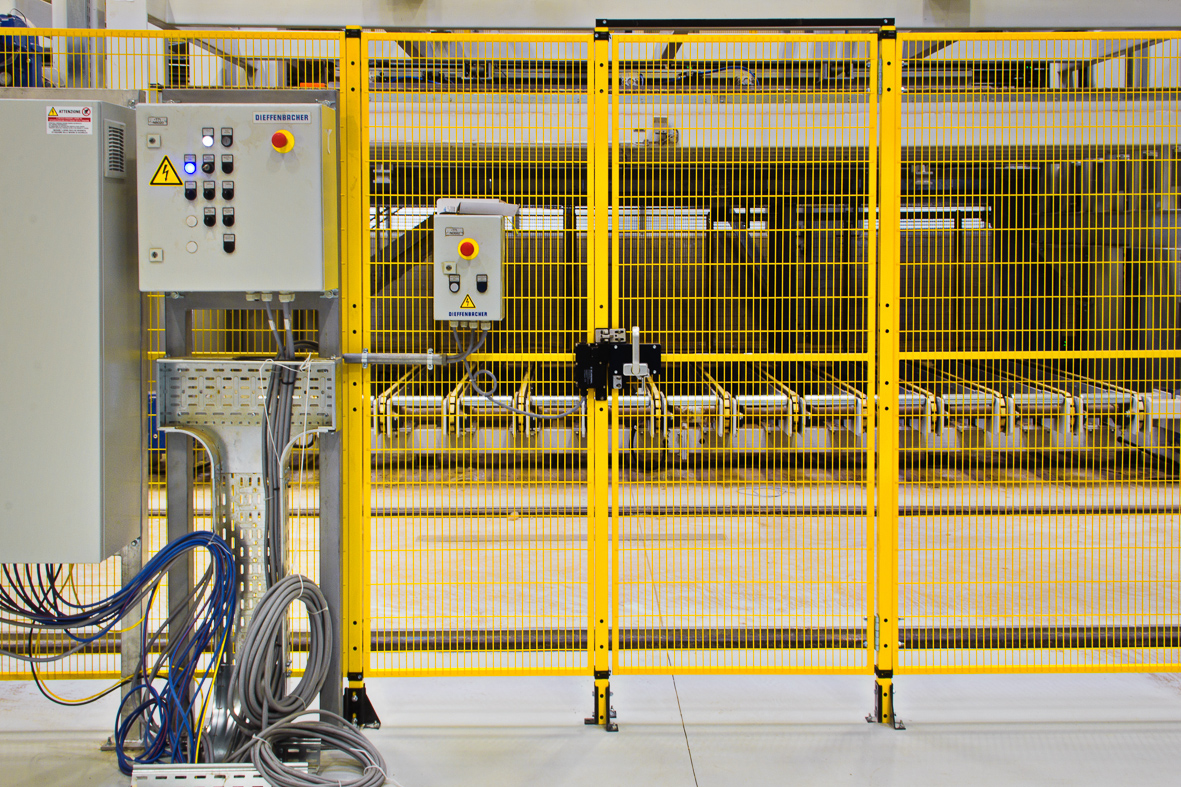
Protezione perimetrale in una macchina utensile

Esempi di misure di sicurezza comunemente adottate sulle macchine utensili sono le protezioni perimetrali, che permettono agli operatori di non avere impedimenti visivi durante l'ispezione dei processi produttivi, come richiesto dalla norma ISO 14120.
Altri esempi di misure di sicurezza includono:
- eliminazione e minimizzazione dei rischi durante la progettazione
- ripari fissi o mobili sulla macchina
- interblocchi
- manutenzione regolare
- informazione, la formazione e l'addestramento degli operatori, installatori e manutentori
- uso di dispositivi di protezione individuale.

Nonostante l'esistenza di norme tecniche e legislazioni apposite e l'applicazione di apposite misure di sicurezza, gli incidenti da macchine utensili sono abbastanza comuni, in considerazione del fatto che cause frequenti di tali incidenti sono l'uso scorretto delle macchine e l'elusione intenzionale delle protezioni delle macchine. Spesso tali comportamenti pericolosi sono da ricondursi a una scarsa accessibilità alla macchina dovuta alle stesse protezioni o a "esigenze di lavorazione".
Secondo un'indagine promossa dalla Regione Lombardia, risulta inoltre che alcune misure adottate nell'ambito della sicurezza delle macchine utensili, tra cui l'uso di doppi pulsanti e l'uso di checklist basate sui requisiti di singole norme tecniche, risultano di per sé non sufficienti a garantire la sicurezza di tali macchine. In generale, si evidenzia la scarsa chiarezza e la non esaustività della normativa vigente al fine di assicurare un adeguato livello di sicurezza delle macchine utensili, e dunque la necessità di ricorrere all'utilizzo delle norme tecniche applicabili, che sono spesso volontarie anziché obbligatorie, ma la cui applicazione dovrebbe essere ritenuta estremamente necessaria e utile dai fabbricanti.